# Língua guiláqui
A língua guiláqui, ou gilaki, é um idioma caspiano, falado pelos guiláquis. Está classificado dentre as línguas iranianas do noroeste e falada na província de Guilão, Irã. O guiláqui é muito relacionado à língua mazandarani, havendo muita similaridade entre seus vocabulários.

## Dialetos
A língua apresenta três dialetos. Os falantes dos dialetos ocidental e oriental estão separados pelo Rio Sefid
- Guiláqui ocidental
- Guiláqui oriental
- Galeshi (nas montanhas).

### Comparações
- Exemplo de possessivo (Subst.-subst.): em guiláqui ocidental: məhin zakan (Filhos de Mæhin) (Bæče-ha-ye Mæhin em língua persa), Baγi gulan (Jardim de flores) (Gol-ha-ye Baγem Persa. Em guiláqui oriental: Xirsi Kuti (filhote de urso) (Bæč-e Xers em persa).
- Exemplo de modificação por adjetivo: em guiláqui ocidental: pilla-yi zakan (criança grande), Surx gul (flor vermelha). Guiláqui oriental: Sərd aw (água fria) (ɑb-e særd em Persa), kul čaqu (faca afiada) (čaqu-ye Tizem persa).

## Amostra de vocabulário
| Guiláqui            | Português            | Persa              | Persa transliterado   |
| ------------------- | -------------------- | ------------------ | --------------------- |
| dim                 | rosto                | روی/چهره           | ruy/čehreh            |
| zäy                 | bebê/criança         | کودک/بچه           | kudak/bačeh           |
| baba                | avôr                 | پدربزرگ            | pedar bozorg          |
| zəmat               | tempo                | زمان               | zamān                 |
| mərdə per           | pai do marido        | پدرشوهر            | pedar šohar           |
| kerk/murgh          | galinha              | مرغ خانگی          | morgh xānegi          |
| gäb                 | vaca                 | گاو                | gāv                   |
| buĵor / jor         | para cima            | بالا               | bālā                  |
| roĵä/kiĵi/setarə    | estrela              | ستاره              | setāreh               |
| kor/kiĵä/kilka/läku | menina               | دختر               | doxtar                |
| rey/rikä/ri         | menino               | پسر                | pesar                 |
| putär               | formiga              | مورچه              | murčeh                |
| siftäl=garzak       | abelha               | زنبور              | zanbur                |
| piča                | gato(a)              | گربه/پیشی          | gorbeh/piši           |
| nesä                | sombra               | سایه               | sāyeh                 |
| vargadån            | pendurar             | آویزان کردن/آویختن | āvixtan/āvizān kardan |
| pilə=pila           | grande               | بزرگ               | bozorg                |
| zak/zay             | criança              | بچه                | bačeh                 |
| per                 | pai                  | پدر                | pedar                 |
| kåråš=kereš         | escrever no solo     | کشیدن به دنبال     | be donbal kešidan     |
| fuduštån            | chupar               | مکیدن              | makidan               |
| vastån              | apetite ou desejo    | اشتها و میل        | eštehā o meyl         |
| šondån              | gotejar de líquidos  | ریختن مایعات       | rixtan-e māyeāt       |
| lisk                | lúbrico              | ليز / سور          | liz/sor               |
| kərč                | frágil               | ترد و شکننده       | tord o šekanandeh     |
| där                 | árvore               | دار و درخت         | dār o deraxt          |
| malĵå, čičini       | pardal               | گنجشک              | gonješk               |
| bušu                | ir                   | برو                | boro                  |
| fegir               | tome com as mãos     | بگیر               | begir                 |
| fegir or fengir     | não tome com as mãos | نگیر               | nagir                 |
| purd                | ponte                | پل                 | pol                   |
| si                  | pedra, montanha      | کوه و سنگ          | kuh o sang            |
| kenes               | toque                | تماس               | tamās                 |
| morghanə            | ovo                  | تخم مرغ            | toxm-e morgh          |
| lanti               | serpente             | مار                | mār                   |
| picha               | gato                 | گربه               | gorbeh                |
| kəlach              | corvo                | کلاغ               | kalāgh                |
| gərmalət            | pimenta              | فلفل               | felfel                |
| pamador             | tomate               | گوجه فرنگی         | gojeh-ye farangi      |
| vatərkəssən         | explodir             | ترکیدن             | terkidan              |
| šime šin            | para ti              | برای شما           | barāye šomā           |
| mi šin              | para mim             | برای من            | barāye man            |
| kiškazay            | frango               | جوجه               | jujeh                 |
| vərza               | boi                  | گاو نر             | gāv-e nar             |
| leše                | vaca                 | گاو ماده           | gāv-e māddeh          |
| jir / bijir         | para baixo           | پائین              | pā'in                 |
| luchan              | piscar               | چشمک               | češmak                |
| bəjar               | plantação de arroz   | مزرعه برنج         | mazra'e-ye berenj     |
| vachukastan         | subir, escalar       | بالا رفتن          | bālā raftan           |

## Comparação com Curdo
| Guiláqui   | Português    | Curdo     |
| ---------- | ------------ | --------- |
| zay/zak    | bebê/criança | zarok     |
| ĵor        | para cima    | jor/jûr   |
| kiĵa/kilka | menina       | kîj       |
| daar       | árvore       | dar       |
| bošu       | ir           | biçe      |
| purd       | ponte        | pird      |
| zama       | noivo        | zawa      |
| kaft       | derrubar     | keft/kewt |

## Fonologia
O guiláqui tem as mesmas consoantes do persa, mas as vogais diferem. Aqui temos uma tabela com a correspondência para o guiláqui ocidental de Rasht , variante usada:
| Guiláqui             | Persa     | Exemplo (guiláqui) |
| -------------------- | --------- | ------------------ |
| i                    | e         | ki.tab             |
| e(ː)                 | iː, eː/ei | seb                |
| ə                    | æ, e      | mən                |
| a                    | aː        | zai                |
| ɒ (talvez alofônico) | aː        | lɒ.nə              |
| o                    | uː, oː/ɔ  | d͡ʒoɾ               |
| u                    | o/uː      | ɡul                |

### Consoantes
|                    | labial | alveolar | post-alveolar | velar | glottal |
| oclusivas surdas   | p      | t        | t͡ʃ            | k     | ʔ       |
| oclusivsa sonoras  | b      | d        | d͡ʒ            | ɡ     |         |
| fricativas surdas  | f      | s        | ʃ             | x     | h       |
| fricativas sonoras | v      | z        | ʒ             | ɣ     |         |
| nasais             | m      | n        |               |       |         |
| líquidas           |        | l, ɾ     |               |       |         |
| glides             |        |          | j             |       |         |

## Escrita
A língua guiláqui usa a escrita árabe com 48 letras e diacríticos, sendo 13 com função de vogais.

## Verbos
O sistema de verbos em guiláqui é muito similar ao da língua Persa. Todos os infinitivos terminam em -tən/-dən ou em -V:n, senso V uma vogal longa (da contração do original *-Vdən). A raiz do presente é usualmente relacionada ao infinitivo e a raiz do passado é simplesmente o infinitivo sem  -ən ou -n (no caso de raízes com vogal).

### Presente
A partir do infinitivo dín, "ver", toma-se a raiz do presente -  din-.

#### Indicativo
Adicionam-se terminações de pessoa à raiz.
| Singular | Plural   |
| -------- | -------- |
| dinəm    | diním(i) |
| diní     | diníd(i) |
| diné     | diníd(i) |

#### Subjuntivo
O presente do subjuntivo é formado pelo prefixo formed with the prefix bí-, bú-, ou bə- (depende da vogal da raiz) adicionado ao presente do indicativo. O  /e/ final se neutraliza emo /ə/na 3ª do singular e no plural falta sempre ol /i/ final.
| Singular | Plural  |
| -------- | ------- |
| bídinəm  | bídinim |
| bídini   | bídinid |
| bídinə   | bídinid |

A forma negativa desses dois “presentes” é formada do mesmo modo, porém com um n- em lugar de  b- no subjuntivo.

### Passado

#### Pretérito
De xurdən, "comer", toma-se a raiz perfeita xurd. Essa é adicionada a finais pessoais não acentuados e o prefixo não acentuado b- prefix (ou acentuado n- para negação):
| Singular | Plural      |
| -------- | ----------- |
| buxúrdəm | buxúrdim(i) |
| buxúrdi  | buxúrdid(i) |
| buxúrdə  | buxúrdid(i) |

#### Imperfeito
O imperfeito é formado como o que era originalmente o sufixo  -i:
| xúrdim | xúrdim(i) |
| xúrdi  | xúrdid(i) |
| xúrdi  | xúrdid(i) |

#### Mais que perfeito
O mais que perfeito não é simples, é uma parafrase formada pelo verbo bon, "ser" mais o particípio passado, o qual é formado pela  raiz do perfeito + ə (assimilado para ser i ou u). A acentuação pode cair na última sílaba do particípio ou mesmo na própria raiz:
| Singular    | Plural      |
| ----------- | ----------- |
| buxurdə bum | buxurdə bim |
| buxurdə bi  | buxurdə bid |
| buxurdə bu  | buxurdə bid |

#### Subjuntivo
Uma curiosa inovação do guiláqui ocidental é o  passado subjuntivo, formado pelo (artificial) imperfeito de bon+ particípio passado:
| Singular   | Plural   |
| ---------- | -------- |
| bidé bim   | bidé bim |
| bidé bi    | bidé bid |
| bidé be/bi | bidé bid |

Essa forma é encontrada em “protasis” e “apodosis” de condições irreais: mən agə Əkbəra bidé bim, xušhal bubosti bim, "Se eu tivesse visto Akbar, eu teria sido feliz.".

### Progressivo
Há duas construções perifrásicas muito comuns. Do infinitivo šon, "ir", temos:

#### Presente progressivo
| Singular  | Plural    |
| --------- | --------- |
| šón darəm | šón darim |
| šón dari  | šón darid |
| šón darə  | šón darid |

#### Passado Progressivo
| Singular      | Plural        |
| ------------- | ------------- |
| šón də/du bum | šón də/di bim |
| šón də/di bi  | šón də/di bid |
| šón də/du bu  | šón də/di bid |

### Verbos compostos
Há muitos verbos compostos em guiláqui, cujas formas diferem ligeiramente dos verbos simples. O mais notável disso é que  bV- nunca leva prefixo na raiz e o prefixo negativ nV-pode funcinar como um infixo -n-, aparecendo entre o prefixo e a raiz. Assim, de  fagiftən, "atingirt", chegamos ao presente do indicativo fagirəm, mas ao  presente subjunctivo fágirəm, sendo o negativo de ambos  faángirəm ou fanígirəm. O mesmo vale para as formas negativa dos tempo passados: fángiftəm ou fanígiftəm.

## Substantivos, casos
O guiláqui usa uma combinação de sufixos quasei-caso e  postposições para fazer a função que muitos particípios e preposições fazem em Persa e nas línguas europeias.

### Casos
Há essencialmente três "casos gramaticais" em guiláqui, o  nominativo (sem nenhuma “marcação”), o genitivo e o acusativo. A forma acusativa é muitas vezes usada para expressar um simples objeto indireto, além do objeto direto. Um substantivo no Genitivo vem sempre antes do substativo modificado.. Esses "casos", assim como em língua Persa (“ra”), são simplesmente partículas.

#### Substantivos
For the word "per", father, we have:
|     | Singular | Plural |
| --- | -------- | ------ |
| Nom | per      | perán  |
| Acu | pera     | perána |
| Gen | perə     | peránə |

O Genitivo pode mudar para -i, principalmente diante de certas postposições.

#### Pronomes
A 1ª e a 2ª pessoas apresentam formas especiais:
|     | Singular | Plural |
| --- | -------- | ------ |
| Nom | mən      | amán   |
| Acu | məra     | amána  |
| Gen | mi       | amí    |

|     | Singular | Plural |
| --- | -------- | ------ |
| Nom | tu       | šumán  |
| Acu | təra     | šumána |
| Gen | ti       | šimí   |

Os pronomes da 3ª pessoa (demonstrativos) são regulares: /un/, /u.ˈʃan/, /i.ˈʃan/

### Postposições
With the genitive can be combined many postpositions. Examples:
| Guiilaqui | Português                   |
| --------- | --------------------------- |
| re        | para                        |
| həmra     | com                         |
| ĵa        | tanto, do que (comparações) |
| mian      | em                          |
| ĵor       | sobre                       |
| ĵir       | sob                         |
| ru        | no alto de                  |

Os pronomes pessoais têm formas especiais com "-re": mere, tere, etc.

## Adjetivos
Os adjetivos guiláqui vêm antes do substantivo modificado e podem apresentar terminação de  "caso genitivo" -ə/-i, mas não concordam com os substantivos modificados.